# Henri James Simon
Henri James Simon (ur. 17 września 1851 w Berlinie, zm. 23 maja 1932 tamże) – niemiecki przedsiębiorca, kolekcjoner i mecenas sztuki, filantrop. Patron berlińskich muzeów, większość swoich kolekcji przekazał do Staatliche Museen zu Berlin.